# Большая гильдия (Таллин)
Большая гильдия — купеческая гильдия, созданная в Таллине в 1325 году и просуществовавшая до 1920 года.

## История
Большая гильдия объединяла только купцов Нижнего города. С самого начала была светской организацией, поэтому не имела своего покровителя-святого, в отличие от других гильдий. Имела свой герб и устав. Для вступления в гильдию кандидат должен был:
1. Быть богатым, иметь свой дом, дело и быть женатым.
2. Заплатить вступительный взнос.
3. Заручиться поручительством двух действующих членов гильдии.

Только члены Большой гильдии в Нижнем городе имели право носить золотые цепочки, одежду из бархата и парчи и мехов.

## Гильдейский дом
Гильдия построила своё здание в 1407—1410 гг. на улице Пикк (дом 17), центральной в средневековом Нижнем городе. Участок под строительство приобрела весной 1406 года, купив дом покойного бургомистра Шотельмунда. Положение Большой гильдии было в то время главенствующим, поскольку магистрат состоял из богатых купцов, поэтому гильдия без труда получила разрешение снести купленный дом. Частично на его фундаменте было возведено здание гильдии, которое растянулось на весь узкий участок от улицы Пикк до улицы Лай, захватив территорию бывшего двора и хозяйственных построек предыдущего хозяина, что до сих пор видно в подвале здания по его фундаменту. Тогда же построили небольшую треугольную площадь перед зданием.
Здание построено, вероятно, под руководством мастера Герке, его главный фасад со щипцом, выходящий на улицу, в основном сохранил свой первоначальный вид.
Здание Большой гильдии — одноэтажное строение с мощной двускатной крышей, фасад его (в ширину 16,8, в высоту — 20,5 метра) с высоким щипцом несколько отодвинут от красной линии улицы. Фасад здания сохранился в первозданном виде. Щипец украшен четырьмя стрельчатыми нишами, в средних расположены товарные люки, и четырёхлопастными нишами, внутри которых изображен малый герба Таллина, являющийся и гербом гильдии. Только окна переделаны в конце XIX века в стрельчатые, как и многих зданий в Старом городе. На коньке крыши стоит дата окончания строительства — 1410 год. Большой зал гильдии сохранил свой готический стиль XV века.
На створках дверей красивые медные розетки. Колотушки в виде львиных голов отлиты мастером Мертеном Зейфертом в 1430 году, на правом молотке сохранилась латинская надпись anno-domini-millesimo-ccccxxx-o-rex-glorie-xpe-veni-in-pace (в год господний тысяча 430, славный король Христос, приди с миром). На левом молотке надпись на нижненемецком языке: got-d'-ghebenediet-al-dat-hus-is-vnde-noch-kommensal (да благословит господь всех, кто в этом доме и кто придет сюда).
В 1413 были построены дополнительные помещения: над аркой на улице Пикк — акцизная камера, над арками на улице Лай — камора невесты и другие. В гильдейском доме, по обычаю, не только проводили церемонии и празднования, но и справляли свадьбы и по обыкновению первую ночь молодожены тоже проводили здесь.
Сложный двухступенчатый портал с простым скромным импостом, расположенный асимметрично к оси фасада,  следует форме портала таллинской ратуши. Крыльцо, расположенное перед главным порталом, было разобрано, а фрагмент рельефа с розой, его украшающий, использован в качестве консоли для фонаря над порталом. Изначально окна были прямоугольными, их нынешняя стрельчатая форма принадлежит 2-й половине XIX в.
Сегодня в помещениях Гильдейского дома размещаются экспозиции Исторического музея Эстонии: выставка монет и средств платежа разных эпох, выставка оружия и доспехов, экспозиция "Душа вещи", посвящённая необычным старинным предметам обихода. В здании Большой гильдии ежедневно демонстрируются документальные фильмы об истории Эстонии и её столицы, о купеческих корпорациях, быте и нравах купечества, проводятся интерактивные викторины и игры.